# Compagnia di San Giovanni Evangelista

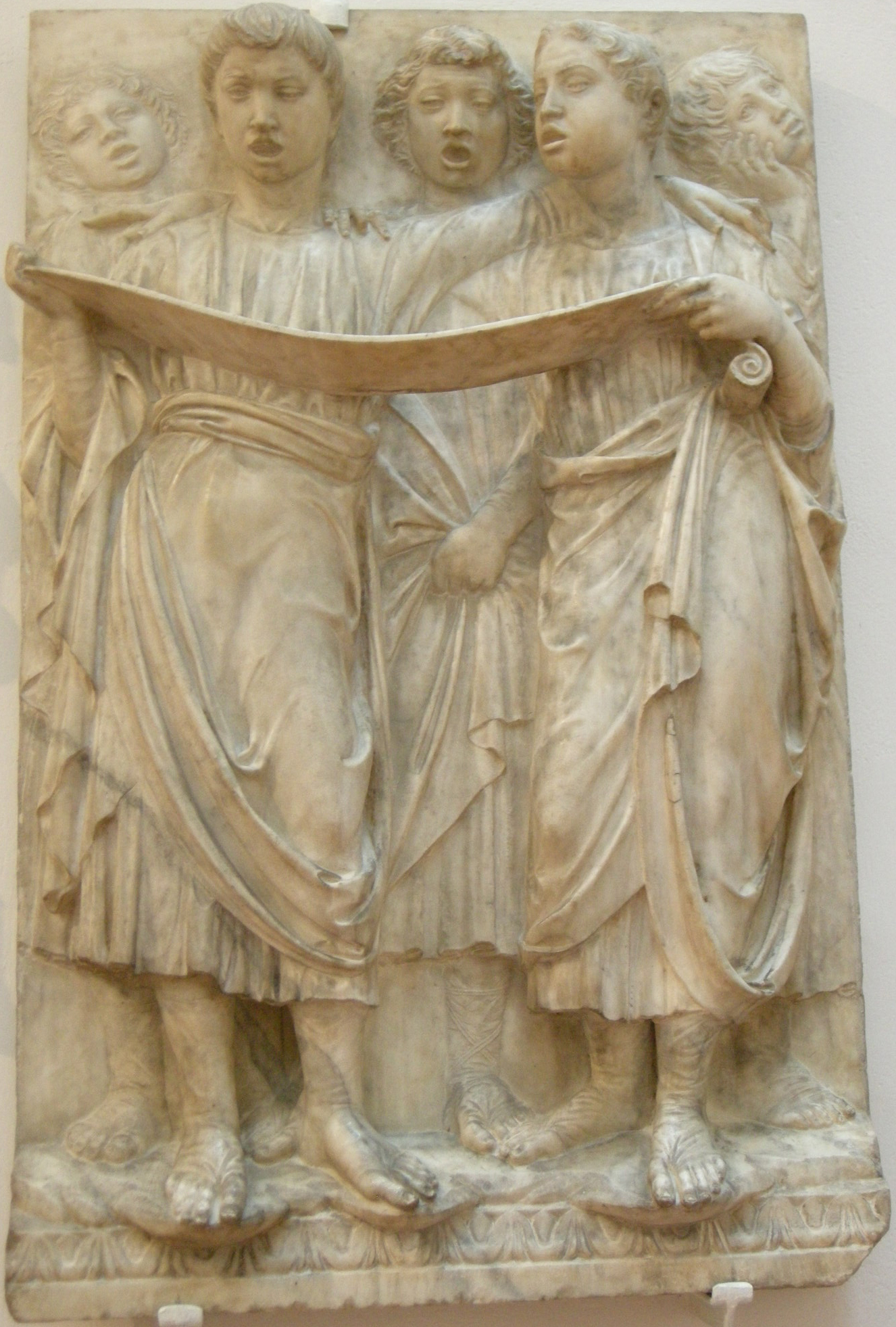
Luca della Robbbia, Cantori

La Compagnia di San Giovanni Evangelista, detta del Vangelista, è stata un'antica confraternita di Firenze.

## Storia
La confraternita è documentata almeno dal 1409 ed era riservata ai fanciulli dai tredici ai ventiquattro anni. Nel 1427 prese la sede presto la chiesa della Trinità Vecchia dei Gesuati in via Guelfa (nel tratto che allora si chiamava via dell'Acqua, tra via San Gallo e via San Zanobi), in coabitazione con la confraternita della Buca di San Paolo: la prima si riuniva infatti di giorno, e la seconda di notte. Sebbene le due compagnie convissero a lungo senza problemi, si ha traccia di qualche dissidio in un documento del 1529, dove si ribadiva come la proprietà dell'oratorio fosse della Buca di San Paolo (acquistato nel 1438 per trecento fiorini d'oro) e che quella del Vangelista vi si riunisse in semplice comodato. Più tardi, nel XVII secolo, la confraternita si spostò qualche isolato pù a ovest, dove oggi si trova l'Istituto di Sant'Agnese.
Lo scopo della confraternita del Vangelista era quella di istruire i fanciulli a una vita sana e religiosa, attraverso l'esempio della devozione che toccava tutti gli aspetti delle contemplazione, dell'attività e della morale. Aveva una spiccata vena artistica, con la pratica del canto, del fare musica, poesia e teatro. I confratelli vestivano di bianco, e solo al momento del congedo (verso i ventiquattro anni compiuti) indossavano una cappa verde, simbolo di speranza nell'avvenire, e lasciavano qualche dono, in base alle proprie possibilità. 
La Compagnia era retta da un guardiano, che doveva essere laico, non ammogliato e di almeno trentasei anni d'età, assieme a un paio di confessori (religiosi) e ad altri ufficiali.
Tra i membri più im portanti ci furono anche i rampolli di Casa Medici: lo stesso papa Leone X ne fu membro e quando salì al soglio pontificio concesse alla confraternite grazie, indulgenze e privilegi, ricordando che «senzo noi giovinetti, e ci fummo quasi che allevati». Ne fu membro anche Agnolo Poliziano, e nei suoi locali predicò il Savonarola. Tra i guardiani ci fu il pittore Jacopo Ligozzi. Tuttavia vigeva l'uguaglianza tra i membri, come scrisse nel suo Libro di ricordanza Bartolomeo Masi, che ne fu membro: i figli del patriziato cittadino stavano a fianco di quelli di artigiani più umili.
Col tempo la confraternita perse importanza e lustro. Nel 1736 ospitò con grandi festeggiamenti il granduca Pietro Leopoldo, che tuttavia non le risparmiò la soppressione col decreto del 21 marzo del 1785. La confraternita in seguito non venne ripristinata e i suoi locali furono dati all'ospizio di Sant'Onofrio, che vi ricoverò una cinquantina di anziani ambosessi.

## Pratiche religiose
Le riunioni dei confratelli, che dal simbolo di san Giovanni evangelista erano chiamati anche "Aquilini", si svolgevano la prima e la terza domenica del mese dopo pranzo, e in occasione di alcune festività, tra cui la festa solenne del patrono, il 27 dicembre, e l'anniversario dell'apparizione di San Michele Arcangelo al Gargano, l'8 maggio. La tipica attività dei confratelli era il canto delle Laudi in volgare, la recita dei Salmi, delle preci liturgiche e la lettura dei sermoni. I fanciulli che suonano e cantano compostamente nei rilievi della cantoria di Luca della Robbia pare che fossero dei membri di questa confraternita. 
Molto vissute erano le feste di Carnevale, quando sotto il severo controllo dei membri più adulti della Buca di San Paolo i ragazzi mettevano in scena qualche commedia, alla presenza del popolo, facevano festa e ricevevano dolci e confetture. 
I ragazzi inoltre erano tenuti a rispettare i buoni costumi, a elargire elemosine e a sostenere i confratelli colpiti da infermità. In speciali celebrazioni mettevano in scena rappresentazioni sacre: si ricordano una Rappresentazione di san Giovanni e Paolo scritta da Lorenzo de' Medici e recitata dai suoi figli, un Saul messo in scena in onore di Cosimo I e una Esaltazione della Croce scritta da Giammaria Cecchi e portata in scena durante i festeggiamenti per le nozze di Ferdinando I de' Medici. 

## Stemma
Lo stemma della Compagnia mostrava l'aquila di san Giovanni evangelista, in nero, con becco rosso e in campo d'argento. 